# Manglares de Tehuantepec-El Manchon
Los manglares de Tehuantepec-El Manchon forman una ecorregión que pertenece al bioma de los manglares, según la definición del Fondo Mundial para la Naturaleza. Se extiende a lo largo de la planicie costera que corre de la vertiente del Pacífico de la Sierra Madre de Chiapas, desde el suroueste de México hasta el noroeste de Guatemala, y cubre un área de 2590 km².